# Tjärnmyrans naturreservat
Tjärnmyrans naturreservat är ett naturreservat i Bjurholms kommun i Västerbottens län.
Området är naturskyddat sedan 2024 och är 64 hektar stort. Reservatet ligger nordväst om Bjurholm och består av tallnaturskog och myrmarker, här rinner även Kallkällbäcken.